# Lijst van officieuze wedstrijden van het Nederlands voetbalelftal
Deze lijst van officieuze voetbalwedstrijden is een overzicht van  wedstrijden van het nationale team van Nederland die niet als officiële interland erkend worden.

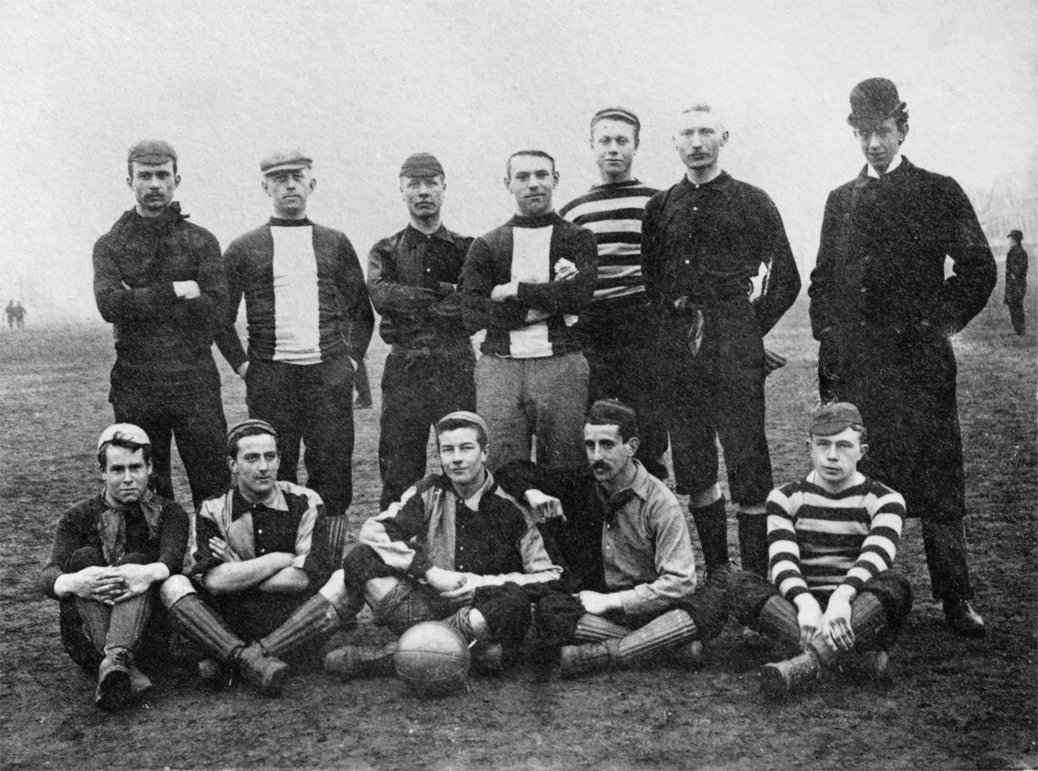
6 februari 1894, het Nederlands voetbalelftal in de opstelling tegen Felixstowe

In deze lijst staan onder meer wedstrijden opgenomen van het Nederlands voetbalelftal (of bondselftal) tegen clubteams, stedenelftallen, regionale selecties en nationale B-teams, en wedstrijden die om allerlei redenen niet als officiële interland tellen volgens de KNVB.

## Wedstrijden
- Alle uitslagen vanuit perspectief Nederlands elftal

| Datum      | Plaats                         | Tegenstander                      | Uitslag     | Scoreverloop | Opmerking |
| ---------- | ------------------------------ | --------------------------------- | ----------- | --- | --- |
| 06-02-1894 | Rotterdam                      | Felixstowe FC                     | 0-1         | | 500 toeschouwers, terrein Sparta. |
| 10-04-1894 | Heemstede                      | Maidstone FC                      | 4-3         | Pim Mulier 1-0, W. Schorer 2-0, Pim Mulier 3-0, Puck Meijer 4-1 | Terrein HFC. Bij Maidstone FC deden 3 Nederlanders mee: Kampers, Schröder en F. Reisiger. |
| 31-03-1895 | Heemstede                      | Maidstone FC                      | 1-2         | onbekend 1-2 | Terrein HFC. |
| 18-11-1895 | Rotterdam                      | Saxmundham FC                     | 9-2         | Van Holten 1-0, Boomsma 2-0, Van Holten 3-0, Boomsma 4-1, Van Holten 5-1, Boomsma 6-1, Boomsma 7-2, Meijer 8-2, Van Holten 9-2 | Terrein Sparta. |
| 12-04-1896 | Amsterdam                      | English Wanderers                 | 2-3         | Broese van Groenou 1-0, Van Braam Houckgeest 2-1 | Terrein RAP (oud). |
| 28-03-1897 | Heemstede                      | English Wanderers                 | 2-6         | Van Holten 1-2, Bernicke 2-4 | Terrein HFC. |
| 10-04-1898 | Rotterdam                      | English Wanderers                 | 7-0         | Harry Roqué 1-0, Jan van den Berg 2-0, Jan van den Berg 3-0, Jan van den Berg 4-0, Van Heukelom 5-0, Harry Roqué 6-0, Führi 7-0 | Terrein Sparta. |
| 02-04-1899 | Den Haag                       | English Wanderers                 | 1-6         | Jan van den Berg 1-5 | 2.500 toeschouwers, terrein HVV. |
| 30-12-1900 | Den Haag                       | BFC Preussen                      | 5-1         | Sol 1-0, Willem Hesselink 2-0, Offers 3-0, Offers 4-1, Willem Hesselink 5-1 | Terrein HVV. |
| 30-03-1902 | Den Haag                       | Old Xaverians                     | 3-1         | Offers 1-0 (pen.), Overman 2-0, Penninck 3-0 | Terrein HBS. |
| 14-12-1902 | Antwerpen                      | België                            | 1-2         | Lotsy 0-1 | Van den Abeele-beker. Terrein Beerschot. |
| 13-04-1903 | Den Haag                       | Boldklubben 1893                  | 6-3         | Jan van den Berg 1-0, Ant. van Renterghem 2-0, Jan van den Berg 3-1, Sol 4-1, Jan van den Berg 5-2, Bekker 6-2 | 1.300 toeschouwers, terrein HVV. |
| 03-01-1904 | Antwerpen                      | België                            | 4-6         | Kamperdijk 1-1, Becker 2-2, Jan van den Berg 3-4, Wollenberg 4-4 | Van den Abeele-beker. Terrein Beerschot. |
| 21-04-1905 | Den Haag                       | London Caledonians FC             | 2-3         | De Neve 1-2 (pen.), Lotsy 2-2 | Terrein HVV. |
| 19-04-1906 | Den Haag                       | Corinthians FC                    | 1-2         | Feith 1-1 | Terrein HVV. |
| 29-08-1919 | Kristiania                     | Vestlandet selectie               | 5-0         | 5' Huub Felix 1-0, 21' Dé Kessler 2-0, ca. 22' Evert van Linge 3-0, 63' Evert van Linge 4-0, 76' Dé Kessler 5-0 | |
| 03-09-1919 | Kopenhagen                     | Kjøbenhavns Boldklub              | 1-1         | 35' Ivar Lykke, Georg Beijers 1-1 | |
| 21-06-1921 | Tilburg                        | Zuidelijk elftal                  | 0-0         | | |
| 08-05-1924 | Amsterdam                      | Queens Park Rangers FC            | 3-4         | | Nederlands olympisch A-elftal |
| 11-05-1924 | Rotterdam                      | Queens Park Rangers FC            | 1-0         | | Nederlands olympisch B-elftal |
| 06-09-1925 | Antwerpen                      | België                            | 1-1         | | Liefdadigheidswedstrijd |
| 29-08-1926 | Rotterdam                      | België                            | 1-5         | | Liefdadigheidswedstrijd |
| 20-11-1927 | Utrecht                        | Middlesex Wanderers FC            | 7-2         | | Nederlands olympisch elftal |
| 01-06-1928 | Amsterdam                      | Verenigde Staten                  | 3-2         | | |
| 04-06-1929 | Amsterdam                      | Schotland                         | 0-2         | 18' James Fleming 0-1, 33' Rankin 0-2 | Officiële interland voor Schotland |
| 08-12-1929 | Amsterdam                      | België                            | 1-0         | | Jubileumwedstrijd 40 jaar Nederlandse Voetbal Bond |
| 14-09-1930 | Brussel                        | België                            | 1-4         | | Inhuldigingswedstrijd Heizelstadion |
| 03-02-1931 | Rotterdam                      | Reading FC                        | 1-3         | | |
| 04-03-1931 | Rotterdam                      | Nottingham Forest FC              | 1-3         | | |
| 30-10-1931 | Rotterdam                      | Blackburn Rovers FC               | 3-2         | | |
| 14-02-1932 | Amsterdam                      | België                            | 2-3         | | Benefietwedstrijd FIFA |
| 16-10-1932 | Brussel                        | België                            | 3-2         | | Liefdadigheidswedstrijd |
| 25-06-1933 | Amsterdam                      | Csikók                            | 6-5         | | Olympische Dag. Csikók (Hongaars voor Veulens) was de Hongaarse evenknie van het Zwaluwenelftal in Nederland |
| 14-02-1934 | Rotterdam                      | Reading FC                        | 4-6         | | Nederlands B-elftal |
| 12-05-1934 | Amsterdam                      | Chelsea FC                        | 2-3         | | |
| 17-06-1934 | Amsterdam                      | AS Roma                           | 1-5         | | Olympische Dag |
| 23-01-1935 | Rotterdam                      | Queens Park Rangers FC            | 4-1         | | |
| 20-03-1935 | Rotterdam                      | Cardiff City FC                   | 2-1         | | |
| 30-06-1935 | Amsterdam                      | Hongaars bondselftal              | 2-3         | | Olympische Dag |
| 07-06-1936 | Amsterdam                      | Sparta Praag                      | 0-2         | | Olympische Dag |
| 24-03-1937 | Amsterdam                      | Ipswich Town FC                   | 5-1         | | |
| 26-06-1938 | Amsterdam                      | Nederlands-Indië                  | 9-2         | 1-0: Van Spaandonck '12 ; 2-0: Linssen '13 ; 3-0: Dumortier '15 ; 4-0 : Dumortier '21 ; 5-0: Dumortier '23 ; 5-1: Taihuttu '40 ; 5-2: Pattiwael '45 ; 6-2: Dräger '46 ; 7-2: De Vroet '48 ; 8-2: Dräger '69 ; 9-2: Dumortier '78                                                                         | Olympische Dag |
| 07-09-1938 | Amsterdam                      | Juventus FC                       | 1-1         | | Wedstrijd t.g.v. 40-jarig regeringsjubileum Koningin Wilhelmina |
| 12-10-1938 | Amsterdam                      | York City FC                      | 8-2         | | |
| 11-06-1939 | Amsterdam                      | Joegoslavië                       | 4-1         | | Olympische Dag |
| 10-12-1939 | Rotterdam                      | België                            | 5-2         | | Jubileumwedstrijd 50 jaar Koninklijke Nederlandse Voetbal Bond |
| 06-04-1946 | Amsterdam                      | Royal Navy selectie               | 10-1        | | |
| 26-03-1947 | Rotterdam                      | Malmö FF                          | 3-0         | | |
| 22-04-1947 | Rotterdam                      | Huddersfield Town FC              | 1-4         | | |
| 06-05-1947 | Rotterdam                      | Europees elftal                   | 1-2         | | Voorbereiding van het Europees elftal voor de wedstrijd tegen het Brits elftal. Faas Wilkes speelde bij het Europees elftal, de reserves van het Europees elftal speelden bij het Nederlands bondselftal                                                                              |
| 10-05-1947 | Nijmegen                       | Engeland amateurs                 | 1-2         | | |
| 22-06-1947 | Amsterdam                      | Tsjecho-Slowakije B               | 1-2         | | Olympische Dag |
| 11-09-1947 | Den Haag                       | BK Frem                           | 2-4         | | |
| 12-05-1948 | Rotterdam                      | Wolverhampton Wanderers FC        | 2-3         | | |
| 14-05-1948 | Amsterdam                      | Wolverhampton Wanderers FC        | 0-1         | | |
| 20-06-1948 | Amsterdam                      | Olympisch elftal Groot-Brittannië | 2-1         | | Olympische Dag |
| 14-07-1948 | Le Havre                       | Olympisch elftal Frankrijk        | 5-1         | | Zwaluwen elftal |
| 10-05-1949 | Rotterdam                      | Rotherham United FC               | 3-2         | | |
| 12-05-1949 | Groningen                      | Rotherham United FC               | 2-2         | | |
| 14-05-1949 | Rotterdam                      | Huddersfield Town FC              | 2-1         | | |
| 18-05-1949 | Amsterdam                      | Engeland B                        | 0-4         | | |
| 21-05-1949 | Nijmegen                       | Middlesex Wanderers FC            | 2-5         | | |
| 26-05-1949 | Den Haag                       | Middlesex Wanderers FC            | 3-3         | | |
| 28-05-1949 | Amsterdam                      | Middlesex Wanderers FC            | 3-2         | | |
| 26-06-1949 | Amsterdam                      | Zwitsers bondselftal              | 4-0         | | Olympische Dag |
| 26-10-1949 | Rotterdam                      | Middlesex Wanderers FC            | 3-1         | | |
| 30-11-1949 | Amsterdam                      | Djurgårdens IF                    | 1-1         | | |
| 08-02-1950 | Amsterdam                      | Nederland B                       | 3-3         | | |
| 22-02-1950 | Newcastle upon Tyne            | Engeland B                        | 0-1         | | |
| 29-03-1950 | Rotterdam                      | Brentford FC                      | 0-0         | | |
| 10-05-1950 | Amsterdam                      | Leeds United                      | 1-0         | | Voorlopig Nederlands elftal |
| 13-05-1950 | Rotterdam                      | Leeds United                      | 0-1         | | Bondselftal met Curaçaoënaars Ergilio Hato en Pedro Matrona |
| 17-05-1950 | Amsterdam                      | Engeland B                        | 3-0         | | |
| 18-05-1950 | Groningen                      | Middlesex Wanderers FC            | 2-3         | | Bondselftal met Curaçaoënaars Ergilio Hato en Pedro Matrona |
| 21-05-1950 | Venlo                          | Middlesex Wanderers FC            | 0-2         | | Bondselftal met Curaçaoënaars Ergilio Hato en Pedro Matrona |
| 24-05-1950 | Den Haag                       | Middlesex Wanderers FC            | 2-2         | | Bondselftal met Curaçaoënaars Ergilio Hato en Pedro Matrona |
| 27-05-1950 | Utrecht                        | Middlesex Wanderers FC            | 0-0         | | Voorlopig Nederlands elftal |
| 18-06-1950 | Amsterdam                      | Kopenhagen selectie               | 8-1         | | Olympische Dag |
| 05-10-1950 | Rotterdam                      | Middlesex Wanderers FC            | 4-1         | | Voorlopig Nederlands elftal |
| 21-02-1951 | Amsterdam                      | Middlesbrough FC                  | 4-1         | | |
| 04-04-1951 | Rotterdam                      | Sunderland FC                     | 1-2         | | |
| 17-06-1951 | Amsterdam                      | Degerfors IF                      | 2-1         | | Olympische Dag |
| 05-03-1952 | Rotterdam                      | Bolton Wanderers FC               | 2-2         | | |
| 26-03-1952 | Amsterdam                      | Engeland B                        | 0-1         | | |
| 22-05-1952 | Amsterdam                      | Oostenrijk B                      | 3-2         | | Olympische Dag |
| 03-07-1952 | Amsterdam                      | Nederlandse Antillen              | 3-3         | | Voorbereiding OS 1952 |
| 18-07-1952 | Kärkölä                        | Kotka selectie                    | 2-1         | | Wedstrijd na uitschakeling op OS 1952 |
| 10-08-1952 | Amsterdam                      | Egypte                            | 1-1         | 1-0 Van der Kuil 1-0, Eldizwi 1-1 | Onderdeel van de Olympische revanches ter viering van 40 jaar NOC |
| 05-11-1952 | Amsterdam                      | 1. FC Saarbrücken                 | 2-3         | | |
| 12-03-1953 | Parijs                         | Frankrijk                         | 2-1         | | Watersnoodwedstrijd, Nederlandse profs in het buitenland |
| 08-04-1953 | Amsterdam                      | SC Wacker Wien                    | 3-2         | | |
| 14-05-1953 | Rotterdam                      | Middlesbrough FC                  | 2-2         | | |
| 31-05-1953 | Amsterdam                      | Bolton Wanderers FC               | 1-6         | | Olympische Dag |
| 16-12-1953 | Amsterdam                      | SC Wacker Wien                    | 2-3         | | |
| 24-02-1954 | 's-Hertogenbosch               | 1. FC Köln                        | 3-1         | | |
| 17-03-1954 | Amsterdam                      | London Combination                | 1-2         | | Voorlopig Nederlands elftal |
| 20-04-1954 | Essen                          | Rot-Weiss Essen                   | 1-4         | | |
| 13-06-1954 | Amsterdam                      | Atlético Madrid                   | 4-5         | | Olympische Dag Atlético Madrid met gastspeler Faas Wilkes |
| 25-07-1954 | Willemstad                     | Curaçao                           | 0-2         | | Tour naar West-Indië |
| 27-07-1954 | Oranjestad                     | Aruba                             | 2-2         | | Tour naar West-Indië |
| 29-07-1954 | Willemstad                     | Curaçao                           | 1-2         | | Tour naar West-Indië |
| 01-08-1954 | Paramaribo                     | Suriname                          | 4-3         | | Tour naar West-Indië |
| 03-08-1954 | Paramaribo                     | Suriname                          | 2-0         | | Tour naar West-Indië |
| 06-10-1954 | Amsterdam                      | Sparta Praag                      | 1-6         | | |
| 22-12-1954 | Amsterdam                      | FK Austria Wien                   | 4-0         | | |
| 11-05-1955 | Amsterdam                      | Chelsea FC                        | 2-2         | | |
| 19-06-1955 | Amsterdam                      | Botafogo FR                       | 1-6         | | Olympische Dag |
| 05-10-1955 | Rotterdam                      | Fulham FC                         | 2-2         | | |
| 07-03-1956 | Rotterdam                      | Stade de Reims                    | 4-2         | | |
| 07-03-1956 | Amsterdam                      | FK Partizan                       | 1-3         | | |
| 24-06-1956 | Amsterdam                      | AC Milan                          | 0-0         | | Olympische Dag |
| 30-06-1957 | Amsterdam                      | FC Schalke 04                     | 2-1         | | Olympische Dag |
| 02-04-1958 | Amsterdam                      | CSKA Sofia                        | 1-2         | | Voorlopig Nederlands elftal |
| 08-04-1958 | Amsterdam                      | London Combination                | 3-4         | | Voorlopig Nederlands elftal |
| 17-09-1958 | Amsterdam                      | Saarland                          | 3-3         | | |
| 12-11-1958 | Eindhoven                      | Zuid-Afrika                       | 9-3         | | |
| 23-09-1959 | Rotterdam                      | Saarland                          | 4-1         | | |
| 23-03-1960 | Amsterdam                      | London Combination                | 2-0         | Henk Groot 1-0, 2-0 | Voorlopig Nederlands elftal. |
| 21-09-1960 | Amsterdam                      | Saarland                          | 3-1         | | |
| 22-02-1961 | Enschede                       | Roemenië                          | 4-0         | | Voorlopig Nederlands elftal |
| 20-09-1961 | Rotterdam                      | Saarland                          | 5-0         | | |
| 21-03-1962 | Amsterdam                      | London Combination                | 0-2         | | Voorlopig Nederlands elftal. Wedstrijd zou al op 8 maart 1961 gespeeld worden, maar werd op die dag voor aanvang afgelast vanwege mist. |
| 20-02-1963 | Geleen                         | Fortuna '54                       | 0-0         | | Voorlopig Nederlands elftal |
| 20-03-1963 | Amsterdam                      | AFC Ajax                          | 1-6         | | Voorlopig Nederlands elftal |
| 12-05-1964 | 's-Hertogenbosch               | Jong Oranje                       | 2-1         | | Voorlopig Nederlands elftal |
| 31-05-1964 | Kiev                           | Sovjet-Unie jeugd selectie        | 2-1         | | Versterkt Jong Oranje |
| 03-06-1964 | Leningrad                      | Zenit Leningrad                   | 3-0         | | Versterkt Jong Oranje |
| 06-06-1964 | Moskou                         | Olympisch elftal Sovjet-Unie      | 1-2         | | Versterkt Jong Oranje |
| 05-05-1965 | Rotterdam                      | Leeds United                      | 5-2         | | Bondselftal |
| 15-09-1965 | Eindhoven                      | Standard Luik                     | 3-3         | | Voorlopig Nederlands elftal |
| 09-02-1966 | Den Haag                       | Racing Strassbourg                | 7-0         | | Officieus debuut Johan Cruijff |
| 02-03-1966 | Amsterdam                      | Eintracht Frankfurt               | 4-1         | | Voorlopig Nederlands elftal |
| 17-10-1969 | Enschede                       | Borussia Dortmund                 | 0-0 (gest.) | | Voorlopig Nederlands elftal In 22e minuut van tweede helft gestaakt wegens mist |
| 23-05-1974 | Hengelo                        | Hamburger SV                      | 2-1         | | Voorbereiding WK 1974 |
| 24-05-1974 | Zeist                          | VV Ede                            | 11-0        | | Voorbereiding WK 1974 |
| 29-05-1974 | Zeist                          | Nederland (amateurs)              | 0-1         | | Voorbereiding WK 1974 |
| 30-05-1974 | Zeist                          | SV Saestum                        | 10-1        | | Voorbereiding WK 1974 |
| 31-05-1974 | Zeist                          | VV Noordwijk                      | 6-0         | | Voorbereiding WK 1974 |
| 01-06-1974 | 's-Hertogenbosch               | Kickers Offenbach                 | 2-1         | | Voorbereiding WK 1974 |
| 07-06-1974 | Zeist                          | Rijkspolitie (selectie)           | 13-0        | | Voorbereiding WK 1974 |
| 08-06-1974 | Zeist                          | Zwart-Wit '28                     | 2-1         | | Voorbereiding WK 1974 |
| 11-06-1974 | Zeist                          | SV Vaassen                        | 9-0         | | Voorbereiding WK 1974 |
| 25-01-1978 | Alkmaar                        | Buitenlandse profs in Nederland   | 1-0         | 41' Johnny Rep 1-0 | Buitenlandse profs: Rizah Mešković (Blago Istanov), John Webb (Nick Deacy), Nikola Budišić, Krsto Mitrović, Ulrich Surau, Wilhelm Kreuz (Roger Albertsen), Terry Lees (Jens Kolding), Kristen Nygaard, Hallvar Thoresen, Ray Clarke, Clyde Best (Stefan Kurcinac); coach Barry Hughes |
| 13-05-1978 | Brugge                         | Club Brugge                       | 3-1         | | Voorbereiding WK 1978 |
| 16-05-1978 | Parijs                         | Paris Saint-Germain               | 2-0         | | Tournoi International de Paris Paris Saint-Germain met gastspelers o.a. Willy van der Kuijlen en Paulo Cézar "Caju" |
| 18-05-1978 | Parijs                         | Club Brugge                       | 7-1         | | Finale Tournoi International de Paris |
| 31-05-1978 | Mendoza                        | Atlético Argentino de Mendoza     | 9-1         | | Voorbereiding WK 1978 3x30 minuten, Atlético Argentino versterkt met lokale spelers |
| 19-11-1979 | Zeist                          | SDW                               | 3-1         | | |
| 30-05-1980 | Zeist                          | Xerxes                            | 6-2         | | Voorbereiding EK 1980 |
| 02-06-1980 | Graz                           | Grazer AK                         | 5-1         | | Voorbereiding EK 1980 |
| 05-06-1980 | Klagenfurt                     | Klagenfurt/Villach combinatie     | 3-0         | | Voorbereiding EK 1980 |
| 07-06-1980 | Udine                          | Udinese                           | 4-0         | | Voorbereiding EK 1980 |
| 02-01-1981 | Montevideo                     | Montevideo Wanderers FC           | 3-1         | | Oefenwedstrijd tussen wedstrijden Mini-WK 1980 |
| 19-09-1983 | Middelburg                     | Zeeuwse selectie                  | 9-0         | | |
| 06-02-1985 | Waalwijk                       | RKC                               | 3-1         | | |
| 20-02-1985 | Venlo                          | FC VVV                            | 3-0         | | |
| 23-02-1985 | Katwijk                        | Quick Boys                        | 3-1         | | |
| 10-04-1985 | Zeist                          | DHC Delft                         | 3-0         | | |
| 24-09-1985 | Arnhem                         | Vitesse                           | 2-1         | 2' Gullit 1-0, 25' van Basten 2, 41' Granlund 2-1 | Voorbereiding op een dubbele ontmoeting met België |
| 28-10-1987 | Rotterdam                      | Cyprus                            | 8-0         | 1' Bosman 1-0, 20' Gullit 2-0, 38' Bosman 3-0, 42' Spelbos, 47' Van 't Schip 5-0, 53' Bosman 6-0, 60' Bosman 7-0, 67' Bosman 8-0 | Oorspronkelijk EK 1988 kwalificatiewedstrijd maar door UEFA ongeldig verklaard en moest worden overgespeeld na het Bomincident |
| 26-05-1988 | Vlissingen                     | VV Serooskerke                    | 8-0         | 24' Van Basten 1-0, 38' Van Basten (p) 2-0, 45' Van Basten 3-0, 64' Krüzen 4-0, 70' Van Basten (p) 5-0, 76' Van 't Schip 6-0, 83' Erwin Koeman 7-0, 88' Bosman 8-0 | Voorbereiding EK 1988 |
| 27-05-1988 | Noordwijk                      | VV Noordwijk                      | 5-1         | 19' Rijkaard 1-0, 31' Van Basten 2-0, 32' Vermeer (p) 2-1, 55' Bosman 3-1, 82' Wouters 4-1, 83' Krüzen 5-1 | Voorbereiding EK 1988 |
| 28-05-1988 | Amsterdam                      | Ajax                              | 3-1         | 40' Dick 0-1, 54' Gullit 1-1, 68' Bosman 2-1, 90' Wouters 3-1 | Benefietwedstrijd voor Rob de Wit Ajacieden van het Nederlands elftal speelden bij het Nederlands elftal, Ajax met gastspelers Erik Regtop en Herman Verrips |
| 31-05-1988 | Zeist                          | HFC Kennemerland                  | 13-2        | 8' Mühren 1-0, 15' Vanenburg 2-0, 18' Vanenburg 3-0, 33' Bosman 4-0, 36' Wouters 5-0, 42' Vanenburg 6-0, 45' Bosman 7-0, 58' Van Basten 8-0, 60' De Jong 8-1, 63' Kieft 9-1, 65' Vlam (e.d.) 10-1, 68' Kampyon 10-2, 75' Kieft 11-2, 80' Kieft 12-2, 81' Erwin Koeman 13-2                               | Voorbereiding EK 1988 |
| 05-06-1988 | Kerkrade                       | Roda JC                           | 4-1         | 6' Ronald Koeman 1-0, 15' Bosman 2-0, 38' Gullit 3-0, 55' Vanenburg 4-0, 78' Van Geel 4-1. | Voorbereiding EK 1988 |
| 07-06-1988 | Mettmann                       | Quick 1888                        | 8-1         | 38' Gullit 1-0, 45' Bosman 2-0, 53' Erwin Koeman 3-0, 62' Rijkaard 4-0, 63' Dreis 4-1, 72' Kieft 5-1, 75' Erwin Koeman 6-1, 78' Kieft 7-1, 89' Kieft 8-1 | Voorbereiding EK 1988 |
| 09-06-1988 | Groesbeek                      | De Treffers                       | 10-0        | 8' Bosman 1-0, 16' Bosman 2-0, 26' Bosman 3-0, 33' Van 't Schip 4-0, 39' Vanenburg 5-0, 44' Van 't Schip 6-0, 48' Van 't Schip 7-0, 50' Kieft 8-0, 60' Van Basten 9-0, 69' Winter 10-0 | Voorbereiding EK 1988 |
| 07-01-1989 | Petach Tikwa                   | Hapoel Petach Tikwa               | 3-0         | 34' Bosman 1-0, 44' Eijkelkamp 2-0, 55' Witsche 3-0 | |
| 20-09-1989 | Rotterdam                      | Kleurrijk Elftal                  | 1-2         | 23' Ronald Koeman 1-0, 46' Henny Meijer 1-1, 68' Frank Rijkaard 1-2 | Benefietwedstrijd voor nabestaanden SLM-ramp Surinaamse Nederlanders van het Nederlands elftal speelden bij het Kleurrijk Elftal |
| 01-06-1992 | Oegstgeest                     | ASC                               | 16-0        | 10' Wouters 1-0, 14' Van 't Schip 2-0, 18' Bergkamp 3-0, 34' Van Basten 4-0, 36' Van Basten 5-0, 39' Bergkamp 6-0, 43' Van Basten 7-0, 47' Van 't Schip 8-0, 52' Jonk 9-0, 59' Kieft 10-0, 72' Kieft 11-0, 73' Viscaal 12-0, 75' Viscaal 13-0, 78' Viscaal 14-0, 88' Van 't Schip 15-0, 90' Viscaal 16-0 | Voorbereiding EK 1992 |
| 02-06-1992 | Noordwijk                      | VV Noordwijk                      | 6-0         | 21' Viscaal 1-0, 38' Van Basten 2-0, 40' Bergkamp 3-0, 63' Bergkamp (p) 4-0, 72' Bergkamp (p) 5-0, 82' Kieft 6-0 | Voorbereiding EK 1992 |
| 15-06-1994 | Orlando                        | Fort Lauderdale Strikers          | 7-1         | 18' Ronald de Boer 1-0, 21' Overmars 2-0, 24' Wouters 3-0, 27' Jonk 4-0, 67' Code 4-1, 69' Bosman 5-1. 78' Overmars 6-1, 82' Bosman 7-1 | Voorbereiding WK 1994 |
| 21-05-1996 | Delft                          | DHC Delft                         | 7-1         | 8' Van Gastel 1-0, 10' Bergkamp 1-0, 11' De Nooijer 3-0, 15' De Nooijer 4-0, 16' Wen Yeng Tung 4-1, 52' De Nooijer 5-1, 65' Van Gastel 6-1, 90' De Nooijer 7-1 | Voorbereiding EK 1996 |
| 24-05-1996 | Breda, Sportpark De Blauwe Kei | VV Baronie                        | 7-1         | 13' Cruijff 1-0, 24' Witschge 2-0, 29' Baardemans 2-1, 63' Bergkamp 3-1, 66' Mulder 4-1, 70' Mulder 5-1, 72' De Kock (p) 6-1, 75' De Kock (p) 7-1 | Voorbereiding EK 1996 |
| 01-06-1996 | Vlissingen, Sportpark Irislaan | Zeeuws Elftal                     | 7-0         | 15' Seedorf 1-0, 25' Rietjens (e.d.), 40' Seedorf 3-0, 41' Cocu 4-0, 45' Seedorf 5-0, 61' Bogarde 6-0, 65' Winter 7-0 | Voorbereiding EK 1996 |
| 24-05-1998 | Lausanne                       | FC Lausanne-Sport                 | 4-1         | 7' Van Hooijdonk 1-0, 13' Hasselbaink 2-0, 39' Winter 3-0, 45' Thurre 3-1, 82' Ronald de Boer 4-1 | Voorbereiding WK 1998 |
| 31-05-2000 | Genève                         | Servette FC                       | 4-0         | 20' Kluivert 1-0, 35' Seedorf 2-0, 77' Makaay 3-0, 90' Hasselbaink 4-0 | Voorbereiding EK 2000 |
| 22-05-2012 | München                        | Bayern München                    | 2-3         | 17' Kroos 0-1, 18' Huntelaar 1-1, 20' Narsingh 2-1, 28' Petersen 2-2, 87' Gómez 2-3 | Voorbereiding EK 2012 Compensatie blessure Arjen Robben na WK 2010 |
| 26-06-2024 | Wolfsburg, AOK Stadion         | TSV Havelse                       | 6-1         | Weghorst (2), Van de Ven (2), Brobbey, Frimpong, Ilic 3-1 | Tijdens EK 2024 2x 35 minuten met vooral reservespelers |

KNVB ·
A-internationals ·
Bondscoaches (m) ·
Topscorers ·
Nederlands vrouwenelftal ·
Bondscoaches (v) ·
Nederland B ·
Olympisch elftal ·
Jong Oranje ·
Nederland –20 ·
Nederland –19 ·
Nederland –18 ·
Nederland –17 ·
Nederland –16 ·
Nederland –15 ·
Nederlands amateurelftal ·
Nederlands zaterdagelftal ·
Jong OranjeLeeuwinnen ·
Vrouwen –20 ·
Vrouwen –19 ·
Vrouwen –18 ·
Vrouwen –17 ·
Vrouwen –16 ·
Vrouwen –15 ·
Militair mannenelftal ·
Militair vrouwenelftal ·
Strandteam ·
Vrouwen Strandteam ·
Futsalteam ·
Vrouwen Futsalteam

EK-wedstrijden ·
WK-wedstrijden ·
Resultaten kwalificaties en eindronden ·
Nederland B-wedstrijden ·
Officieuze wedstrijden ·
EK-wedstrijden vrouwen ·
WK-wedstrijden vrouwen ·
Resultaten vrouwen kwalificaties en eindronden
1905 – 1919 ·
1920 – 1929 ·
1930 – 1939 ·
1940 – 1949 ·
1950 – 1959 ·
1960 – 1969 ·
1970 – 1979 ·
1980 – 1989 ·
1990 – 1999 ·
2000 – 2009 ·
2010 – 2019 ·
2020 – 2029
2015 ·
2016 ·
2017 ·
2018 ·
2019 ·
2020 ·
2021 · 
2022
EK's: 1976 · 
1980 · 
1988 · 
1992 · 
1996 · 
2000 · 
2004 · 
2008 · 
2012 · 
2020 · 
2024
WK's: 1934 · 
1938 · 
1974 · 
1978 · 
1990 · 
1994 · 
1998 · 
2006 · 
2010 · 
2014 · 
2022
OS: 1908 ·
1912 ·
1920 ·
1924 ·
1928 ·
1948 ·
1952 ·
2008
Albanië ·
Andorra ·
Argentinië ·
Armenië ·
Australië ·
België ·
Bosnië en Herzegovina ·
Brazilië ·
Bulgarije ·
Canada ·
Chili ·
China ·
Colombia ·
Costa Rica ·
Curaçao ·
Cyprus ·
DDR ·
Denemarken ·
Duitsland ·
Ecuador ·
Egypte ·
Engeland ·
Estland ·
Faeröer ·
Finland ·
Frankrijk ·
GOS · 
Georgië ·
Ghana ·
Gibraltar ·
Griekenland ·
Hongarije ·
Ierland ·
IJsland ·
Indonesië ·
Iran ·
Israël ·
Italië ·
Ivoorkust ·
Japan ·
Joegoslavië ·
Kameroen ·
Kazachstan ·
Kroatië ·
Letland ·
Liechtenstein ·
Luxemburg ·
Malta ·
Marokko ·
Mexico ·
Moldavië ·
Montenegro ·
Nederlandse Antillen ·
Nigeria ·
Noord-Ierland ·
Noord-Macedonië ·
Noorwegen ·
Oekraïne ·
Oostenrijk ·
Paraguay ·
Peru ·
Polen ·
Portugal ·
Qatar ·
Roemenië ·
Rusland ·
Saarland ·
San Marino ·
Saoedi-Arabië ·
Schotland ·
Senegal ·
Servië en Montenegro ·
Slovenië ·
Slowakije ·
Sovjet-Unie ·
Spanje ·
Suriname ·
Thailand ·
Tsjechië ·
Tsjecho-Slowakije ·
Tunesië ·
Turkije ·
Uruguay ·
Verenigd Koninkrijk ·
Verenigde Staten ·
Wales ·
Wit-Rusland ·
Zuid-Afrika ·
Zuid-Korea ·
Zweden ·
Zwitserland
Argentinië (1978) ·
Argentinië (2006) ·
Argentinië (2014) ·
Argentinië (2022) ·
Australië (2014) ·
Brazilië (2014) ·
Chili (2014) · 
Costa Rica (2014) ·
Denemarken (2010) ·
Denemarken (2012) ·
Duitsland (2012) · 
Ecuador (2022) · 
Frankrijk (2008) ·
Italië (2008) ·
Ivoorkust (2006) ·
Japan (2010) ·
Kameroen (2010) ·
Mexico (2014) · 
Noord-Macedonië (2021) · 
Oekraïne (2021) · 
Oostenrijk (2021) · 
Portugal (2006) ·
Portugal (2012) ·
Portugal (2019) ·
Qatar (2022) ·
Roemenië (2008) ·
Rusland (2008) ·
San Marino (2011) ·
Senegal (2022) ·
Servië en Montenegro (2006) ·
Sovjet-Unie (1988) ·
Spanje (2010) ·
Spanje (2014) ·
Tsjechië (2021) · 
Uruguay (2010) ·
Verenigde Staten (2022) · 
West-Duitsland (1974)